# 喜鬥麗脂鯉
喜鬥麗脂鯉，為輻鰭魚綱脂鯉目脂鯉亞目脂鯉科的其中一個種，為熱帶淡水魚，分布於南美洲巴西黑河、Solimões河及Tapajós河流域，體長可達9.5公分，棲息在植被生長茂密的深色水域，生活習性不明。

## 扩展阅读
維基物種上的相關：喜鬥麗脂鯉